# راکرایی
راکرایی (به اسپانیایی: Raqray) یک کوه در پرو است که در Peru, Lima Region واقع شده‌است. راکرایی ۴٬۸۰۰ متر بالاتر از سطح دریا واقع شده‌است.